# Algèbre de Hall
En mathématiques, l'algèbre de Hall est une algèbre associative ayant une base indexée par les classes d'isomorphismes de p-groupes abéliens finis. Elle a été étudiée pour la première fois par (Steinitz 1901) puis oubliée jusqu'à sa redécouverte par (Hall 1959), tous deux n’ayant publié que de brefs résumés de leurs travaux. Les polynômes de Hall sont les constantes de structure de l'algèbre de Hall. L'algèbre de Hall joue un rôle important dans la théorie de Masaki Kashiwara et George Lusztig concernant bases canoniques dans les groupes quantiques. (Ringel 1990) a généralisé les algèbres de Hall à des catégories abéliennes plus générales, telles que la catégorie des représentations d'un carquois, donnant naissance aux algèbres de Ringel-Hall.

## Construction
Tout p-groupe abélien fini M peut s'écrire comme somme directe de sous-groupes cycliques d'ordre une puissance de p, disons {\displaystyle C_{p^{\lambda _{1}}}\oplus \cdots \oplus C_{p^{\lambda _{r}}}} où {\displaystyle \lambda =(\lambda _{1},\lambda _{2},\ldots )} est une partition d'un entier. Cette partition ne dépend que de M et est appelée le type de M. Soit {\displaystyle g_{\mu ,\nu }^{\lambda }(p)} le nombre de sous-groupes N de M tels que N soit de type {\displaystyle \nu } et le quotient M/N soit de type {\displaystyle \mu }. Hall a prouvé que les fonctions {\displaystyle g_{\mu ,\nu }^{\lambda }} sont des fonctions polynomiales de p à coefficients entiers. Ainsi, on peut remplacer p par une indéterminée, ce qui donne les polynômes de Hall
{\displaystyle g_{\mu ,\nu }^{\lambda }(q)\in \mathbb {Z} [q].\,}
Hall construit alors un anneau associatif {\displaystyle H} sur {\displaystyle \mathbb {Z} [q]}, que l'on appelle maintenant algèbre de Hall. Cet anneau a une base formée de symboles {\displaystyle u_{\lambda }}, où {\displaystyle \lambda } décrit l'ensemble des partitions, et les constantes de structure du produit dans cette base sont les polynômes de Hall :
{\displaystyle u_{\mu }u_{\nu }=\sum _{\lambda }g_{\mu ,\nu }^{\lambda }(q)u_{\lambda }.\,}
Il se trouve que H est un anneau commutatif, engendré librement par les éléments {\displaystyle u_{\mathbf {1} ^{n}}} correspondant aux p-groupes élémentaires. L'application linéaire de H vers l'algèbre des fonctions symétriques définies sur les générateurs par
{\displaystyle u_{\mathbf {1} ^{n}}\mapsto q^{-n(n-1)/2}e_{n}\,}
(où en est la n-ième fonction symétrique élémentaire) s'étend de manière unique en un morphisme d'anneau. Les images des éléments {\displaystyle u_{\lambda }} peuvent être interprétés via les fonctions symétriques de Hall-Littlewood. En spécialisant q à 0, ces fonctions symétriques deviennent les fonctions de Schur, qui sont ainsi étroitement liées à la théorie des polynômes de Hall.